# 阿塞氏黏盲鰻
阿塞氏黏盲鰻，為盲鳗科黏盲鰻屬的其中一種。分布於西北太平洋日本海域，為深海魚類，棲息深度可達705公尺，體延長呈圓柱狀，體後方側扁，眼退化為皮膚所覆蓋，無上下頜，體型為該屬種類最細長，黏液孔總數為174個，體長可達58.4公分，屬肉食性，沒有交配器官，性腺位於腹膜腔內，卵巢位於性腺的前部，睾丸位於性腺的後部，若性腺的顱部發育，則動物成為雌性；若性腺的尾部發生分化，則動物成為雄性，生活習性不明。